# Měščerského rovnice
Měščerského rovnice popisuje pohyb soustavy s proměnnou hmotností ve vnějším silovém poli. Samotná rovnice je jistým zobecněním Ciolkovského rovnice a je pojmenována po svém objeviteli Ivanu Vševolodičovi Měščerském.
Jde o diferenciální rovnici běžně uváděnou ve tvaru
{\displaystyle m{\frac {\mathrm {d} \mathbf {v} }{\mathrm {d} t}}=\mathbf {F} _{E}-\mathbf {u} {\frac {\mathrm {d} m}{\mathrm {d} t}}}
kde {\displaystyle m} je hmotnost, {\displaystyle {\frac {\mathrm {d} \mathbf {v} }{\mathrm {d} t}}} zrychlení, {\displaystyle \mathbf {F} _{E}} výslednice vnějších sil (typicky sil tíhové a odporové), {\displaystyle \mathbf {u} } je rychlost, s níž jsou přijímány či vypuzovány části hmoty a {\displaystyle {\frac {\mathrm {d} m}{\mathrm {d} t}}} je změna hmotnosti tělesa za čas.

## Odvození
Rovnice lze odvodit ze zákonu zachování hybnosti. 
V čase {\displaystyle t} má těleso o hmotnosti {\displaystyle m} a rychlosti {\displaystyle \mathbf {v} } hybnost {\displaystyle \mathbf {p} _{r}=m\mathbf {v} }. Za nějaký malý interval {\displaystyle \mathrm {d} t} se hmotnost tělesa změní o {\displaystyle \mathrm {d} m}. Rychlost této hmoty vůči tělesu v inerciální vztažné soustavě je rovna {\displaystyle \mathbf {v} -\mathbf {u} }. Raketa sama je o tuto hmotnost {\displaystyle \mathrm {d} m} lehčí. Zároveň se rychlost rakety zvýší o {\displaystyle \mathrm {d} \mathbf {v} } díky 3. Newtonovu pohybovému zákonu. 
Označme tedy {\displaystyle \mathbf {p} _{r}} hybnost rakety v čase {\displaystyle t} a {\displaystyle \mathbf {p} _{r}} hybnost v čase {\displaystyle t+\mathrm {d} t}. Pak můžeme psát
{\displaystyle \mathbf {p} _{r}=m\mathbf {v} }
{\displaystyle \mathbf {p} _{r}'=(m-\mathrm {d} m)(\mathbf {v} +\mathrm {d} \mathbf {v} )+\mathrm {d} m(\mathbf {v} -\mathbf {u} ).}
Pozn. při roznásobování lze u {\displaystyle \mathbf {p} _{r}'} diferenciální člen 2. řádu {\displaystyle \mathrm {d} m\mathrm {d} \mathbf {v} } zanedbat, jeho vliv je oproti zbylým členům malý.
Díky 2. Newtonovu zákonu víme, že změna hybnosti za čas je rovna součtu externích sil, tj.  {\displaystyle {\frac {\mathrm {d} \mathbf {p} }{\mathrm {d} t}}=\mathbf {F} _{E}}.
Změnu hybnosti zde můžeme zapsat jako
{\displaystyle \mathrm {d} \mathbf {p} =\mathbf {p} _{r}'-\mathbf {p} _{r}}
Z čehož získáváme výslednou Měščerského rovnici.